# Dasyvalgus militaris
Dasyvalgus militaris är en skalbaggsart som beskrevs av Gilbert John Arrow 1910. Dasyvalgus militaris ingår i släktet Dasyvalgus och familjen Cetoniidae. Inga underarter finns listade i Catalogue of Life.